# 田中利幸 (歴史学者)
田中 利幸（たなか としゆき、1949年5月26日 - ）は、日本の歴史学者。専門は戦争犯罪を中心とした軍事史。最終学位は西オーストラリア大学Ph.D.。元広島市立大学広島平和研究所教授。現在、ドイツのハンブルク社会研究所の「紛争時の性暴力」研究プロジェクトのメンバーを務めている。2015年4月からはオーストラリアのメルボルンを拠点に、歴史評論家として執筆、講演、平和運動にたずさわる。

## 略歴
1949年（昭和25年）、福井県永平寺町松岡に生まれる。父は仙台予備士官学校出身の陸軍軍人だった。
立教大学大学院経済学研究科修士課程修了後、リーズ大学歴史学部博士課程中退。1979年にオーストラリアへ渡る。その後、メルボルン大学政治経済学部の教員、敬和学園大学国際文化学科教授などとして勤務。2002年4月から2015年3月末まで広島市立大学広島平和研究所の教授を務めた。
家族としては、オーストラリア国籍の妻と結婚している。田中によれば、義父は第二次世界大戦中は軍属として従軍、義母はユダヤ人で戦前はベルリン在住でドイツから脱出した経験があるという。

### ペンネームについて
日本国外向けの書籍・研究発表（JAPAN'S COMFORT WOMEN等）などでは、Yuki Tanaka（田中ユキ）の女性名ペンネームを使っていた。そのため、アメリカ合衆国下院121号決議に引用された際、日本女性との誤認や本名であるとの誤解を招いている、日本でも新聞報道や論文で田中由紀として誤った著者名で紹介されることがある。この点について田中は、慰安婦問題に関する著作以前の1970年代から英語圏では“Yuki Tanaka”の名を日常的に使用しており、英語圏の研究者の間では“Yuki Tanaka”が男性であることは周知されているから、日本人女性の著作に見せかけて読者を騙しているとの批判は的はずれであると述べている。
その他、日豪プレス向けの著作については、難波哲および赤坂まさみのペンネームも使用している。

## 研究内容
1980年代半ばから、第二次世界大戦期の日本軍の戦争犯罪を中心的な研究課題としている。オーストラリア戦争記念館やオーストラリア国立公文書館、アメリカ国立公文書館などの史料を調査し、従来は知られていなかった日本軍による戦争犯罪の事例を紹介してきた。
戦争犯罪に関しては、加害者が被害者でもある両面性、戦争犯罪の普遍性といった問題意識も有し、アメリカ軍など連合国側による戦争犯罪との比較研究も進めている。田中自身によると、こうした視点は小田実の影響を受けているという。2007年には「原爆投下を裁く広島国際民衆法廷」実行委員会共同代表を務めた。
また、武力衝突防止政策についても関心を有する。

### 旧日本軍による「人肉食」への言及
戦後、幾人かの日本軍将校が食料の不足から捕虜を食料とした人肉食を行ったとの容疑にて裁判にかけられ有罪となり処刑されている。しかし、これらの将校は告発を常に否認し続けていた。1997年、田中は旧日本軍による戦争捕虜に対する人肉食を含む残虐行為の明白なる証拠を発見したとされるが詳細はあきらかにされていない。続いて1997年、田中は英書『隠された惨事――第2次世界大戦における日本人の戦争犯罪』を著した。本書によれば、人肉食は上級将校の監督下で行われ、権力を表象化する手段として認識されていたとされ、連合軍による食料不足に対する措置であったという判決に反論を唱えたものとなっている。

## 著作

### 単著
- 『検証「戦後民主主義」-わたしたちはなぜ戦争責任問題を解決できないのか』(三一書房、2019年)
- 『空の戦争史』（講談社現代新書、2008年）
- Japan's Comfort Women: Sexual Slavery and Prostitution during World War II and the US Occupation (with Foreword by Susan Brownmiller) (London: Routledge, 2002) - Yuki Tanaka名義
- Hidden Horrors: Japanese War Crimes in World War II (with Foreword by John Dower) published by Westview Press (Boulder, USA) in June 1996 - Yuki Tanaka名義
  - The paperback edition was released in November 1997. (The hard cover edition was a main selection of the Military Book Club.)
  - In 2000 the BBC produced a series of TV documentary films entitled “Horror in the East” and some parts of the series are based upon this book.
- Rape and War: The Japanese Experience (Melbourne: Japanese Studies Centre, 1995) - Yuki Tanaka名義
- 『知られざる戦争犯罪－日本軍はオーストラリア人に何をしたか』（大月書店、1993年）

### 編著
- 『戦争犯罪の構造－日本軍はなぜ民間人を殺したのか』（大月書店、2007年）

### 共編著
- Bombing Civilians: A Twentieth-century History (New York: The New Press, 2009) co-edited with Marilyn B. Young.
- 『日本の侵略』（Asian Peoples' Tribunal参加者共著）（大月書店、1992年）

### 訳書
- 『テロリズムと戦争』（大月書店、2003年） - Howard Zinn（ハワード・ジン） Terrorism and War, Seven Stories Press, 2002の和訳。
- Hiroshima: A Tragedy Never To Be Repeated （福音館書店、1998年） - 那須正幹『広島の原爆』の英訳。